# Summerside (Isla del Príncipe Eduardo)
Summerside es una ciudad canadiense situada en la provincia de Isla del Príncipe Eduardo.

## Superficie
Summerside tiene una superficie de 28,21 km².

## Demografía
En 2021, tenía 16 001 habitantes, una densidad poblacional de 567,2 hab./km², y 7393 viviendas.